# David Gibbons
David Gibbons, né le 15 juin 1927 et mort le 30 mars 2014, est un homme politique bermudien. Il est Premier ministre des Bermudes de 1977 à 1982.

## Biographie
John David Gibbons naît le 15 juin 1927 aux Bermudes au sein d'une riche famille de commerçants. Il suit ses études universitaires aux États-Unis, notamment à l'Université Harvard dont il sort diplôme en économie. Il rejoint ensuite l'entreprise fondée par son père qu'il gère en partenariat avec son frère et qu'ils développent considérablement en faisant l'un des entreprises les plus importantes des Bermudes. 
Opposant à l'indépendance des Bermudes, il entre en politique sous les couleurs du Parti bermudien uni. Il devient député et, en 1974, il est nommé ministre de la Santé dans le gouvernement d'Edward Richards. En 1975, il devient ministre des Finances dans le gouvernement de John Henry Sharpe. il mène alors la fronde qui aboutit à la démission de Sharpe en 1977 et devient alors Premier ministre des Bermudes tout en conservant son portefeuille des Finances. 
Il doit affronter les émeutes raciales faisant suite à l'exécution des assassins du gouverneur Richard Sharples et à une grève générale en 1981. Il développe aussi considérablement l'industrie financière des Bermudes. Il démissionne de son poste de Premier ministre le 15 janvier 1982 au profit de son ministre de l'Intérieur, John Swan, mais conserve le portefeuille des Finances jusqu'en 1985. 
En 1983, il est fait chevalier de l'ordre de l'Empire britannique. Il se consacre ensuite au développement des sociétés familiales. Il meurt le 30 mars 2014, à l'âge de 86 ans.